# 相羽城
相羽城（あいばじょう）は、美濃国大野郡（岐阜県揖斐郡）にあった中世の日本の城（平城）。根尾川と三水川の間、旧・名鉄揖斐線相羽駅の近くに位置する。遺構はほとんどないが、本丸跡には神社があり、堀跡とみられる北東の池付近から遺物が出土している。
『新撰美濃志』によれば、土岐光行の子の光俊が饗庭姓を名乗って建暦・建保頃に築城したが、承久の乱で戦死したという。その孫の国頼などが城主となった後に一度廃城となるが、天文年間に垂井城の長屋景興が修築・移住し、土岐頼芸に仕えた。天文14年（1545年）に斎藤道三に攻められて落城し、後に鷹司氏が城主となるも天文18年（1549年）に織田信秀に攻められ、やがて廃城となった。

## 所在地
岐阜県揖斐郡大野町相羽